# ハイスクール・ニンジャ
ハイスクール・ニンジャ（Supah Ninjas）は、シットコム向けテレビドラマ。アメリカ合衆国では2011年1月17日から2013年4月27日までニコロデオンで放送された。撮影場所は、第1シーズンではロサンゼルス、第2シーズンではピッツバーグのサーティーファースト・ストリート・スタジオで行われた。そして、2013年5月7日には本作の製作を打ち切った。日本ではAmazon Prime Videoで配信されている。

## 登場人物
マイク・フクナガ
演 - ライアン・ポッター、吉永拓斗（日本語吹き替え版）
オーウェン・レイノルズ
演 - カルロス・ナイト、須藤誠（日本語吹き替え版）
アマンダ・マッケイ
演 - グレイシー・ドジーニー、宮本侑芽（日本語吹き替え版）
トラビス&ジェイク
演 - マシュー・ヤンキン、不明（日本語吹き替え版）
ハットリ・フクナガ
演 - ジョージ・タケイ、不明（日本語吹き替え版）
ケリー
演 - ジゼル・ボニーラ、和久井優（日本語吹き替え版）
- その他 - 木村良平、関根航、土屋神葉、西田光貴、ラヴェルヌ拓海[4]

## 各話リスト
| 話数 | 邦題                          | 原題                |
| ---- | ----------------------------- | ------------------- |
| 1    | 影のヒーロー                  | Pilot               |
| 2    | 2トン・ハーリー               | Two Ton Harley      |
| 3    | チェックメイト                | Checkmate           |
| 4    | 怪盗カタラ                    | Katara              |
| 5    | メカノブ                      | Mechanov            |
| 6    | サブサイダーズ                | Subsiders           |
| 7    | コモド                        | Komodo              |
| 8    | 生物教師ブラッドフォード      | Mr. Bradford        |
| 9    | ライムライト                  | Limelight           |
| 10   | ゼリーフェイス                | Jelly Face          |
| 11   | 人形の家                      | Dollhouse           |
| 12   | ドクター・エターナム          | Eternum             |
| 13   | モーニングスター・アカデミー  | Morningstar Academy |
| 14   | クエイク                      | Quake               |
| 15   | X                             | X                   |
| 16   | 魔術師                        | The Magnificent     |
| 17   | イシナ/パート1                | Ishina Part 1       |
| 18   | イシナ/パート2                | Ishina Part 2       |
| 19   | オタクなヒーロー キックバット | Kickbutt            |
| 20   | フロストバイト                | Frostbite           |
| 21   | DJエレファント・ヘッド        | DJ Elephant Head    |
| 22   | スネークスキン                | Snakeskin           |
| 23   | 土曜日の自習                  | Detention           |
| 24   | スケルトン軍団                | Skeleton Crew       |
| 25   | ニンジャ会議                  | Ninja Intervention  |
| 26   | コナー                        | Cousin Connor       |